# Cumã
Cumã is een klein dorp in de Braziliaanse gemeente Guimarães in de deelstaat Maranhão.
Het plaatsje behoorde vroeger tot het kapiteinschap Cumã, met het hoofdkwartier in Alcântara.
Het is ook de naam van een naburige baai, onder andere de monding van de rivier de Pericumã. In de Cumãbaai liggen vele scheepswrakken, zoals die van de Cambridge en de Ville de Bolougne (waarop de dichter Antônio Gonçalves Dias voer, die de schipbreuk niet overleefde). Door de ondiepte en de vele rotsen is het gevaarlijk voor schepen. Voor de baai staat een fort.